# IPEN/MB-01
O IPEN/MB-01 foi o primeiro reator nuclear projetado e construído no Brasil. O reator IEA-R1, anterior ao IPEN/MB-01, foi construído com a ajuda do governo norte-americano, dentro do programa Atoms for Peace (literalmente, "Átomos Pela Paz"), que incentivava países a aderirem à tecnologia nuclear.
Ainda em funcionamento, o IPEN/MB-01 entrou em operação em novembro de 1988, e foi desenvolvido por pesquisadores do Ipen (Instituto de Pesquisas Energéticas e Nucleares), em parceria com a Marinha do Brasil.